# Carlow (Mecklenburg)
Carlow ist eine Gemeinde im Landkreis Nordwestmecklenburg in Mecklenburg-Vorpommern (Deutschland). Die Gemeinde wird vom Amt Rehna mit Sitz in der gleichnamigen Stadt verwaltet.

## Geografie
Die Gemeinde Carlow liegt an einer Schlinge des Flusses Maurine zwischen den Städten Ratzeburg, Gadebusch, Schönberg und Rehna. Die Hansestadt Lübeck ist ca. 18 km entfernt. Die Umgebung östlich und westlich der Maurine ist leicht hügelig (Höhen bis 59 m ü. NN).
Nahe dem Ortsteil Klocksdorf liegt der etwa 177 Hektar große Röggeliner See, dessen Nordzipfel als Badesee genutzt wird. Der Großteil des Sees steht wie das angrenzende Kuhlrader Moor wegen der zahlreichen Wasservogelarten unter Naturschutz.
Umgeben wird Carlow von den Nachbargemeinden Siemz-Niendorf im Norden, Königsfeld im Osten, Dechow im Süden, Groß Molzahn im Südwesten, Schlagsdorf im Westen sowie Rieps im Nordwesten.
Zu Carlow gehören die Ortsteile Klein Molzahn, Klocksdorf, Kuhlrade, Neschow, Pogez, Samkow und Stove.

## Geschichte

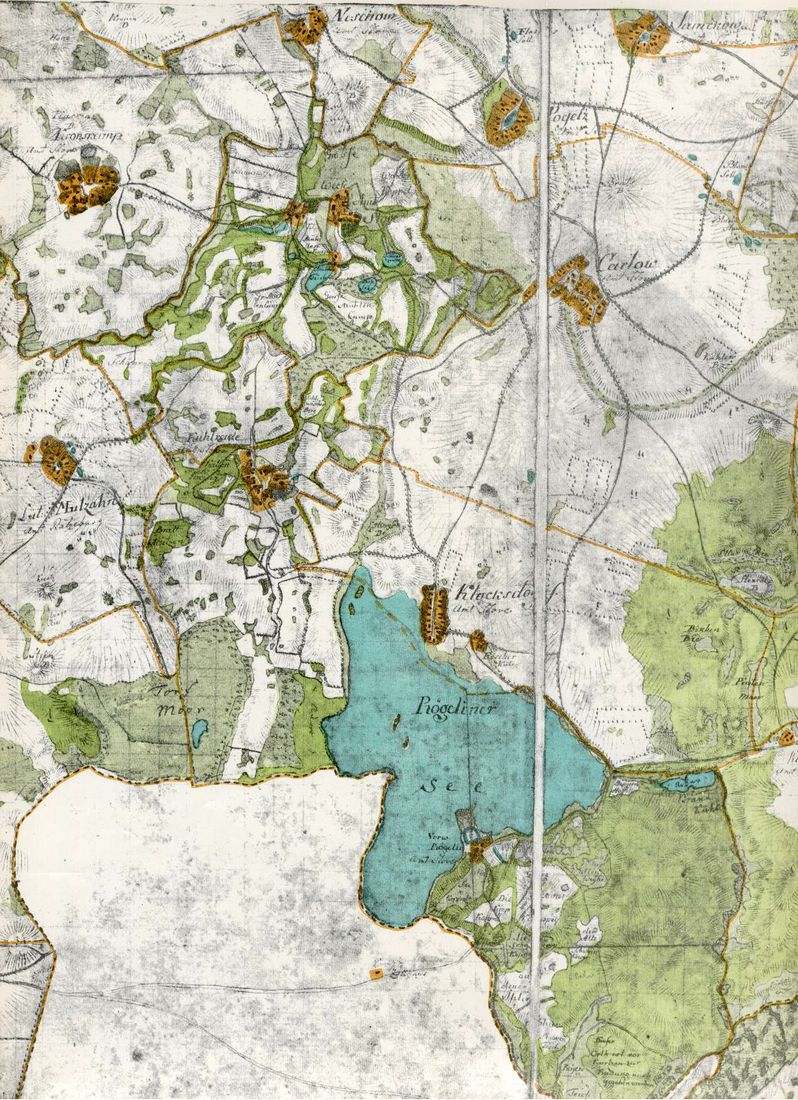
Carlow auf der Wiebekingschen Karte

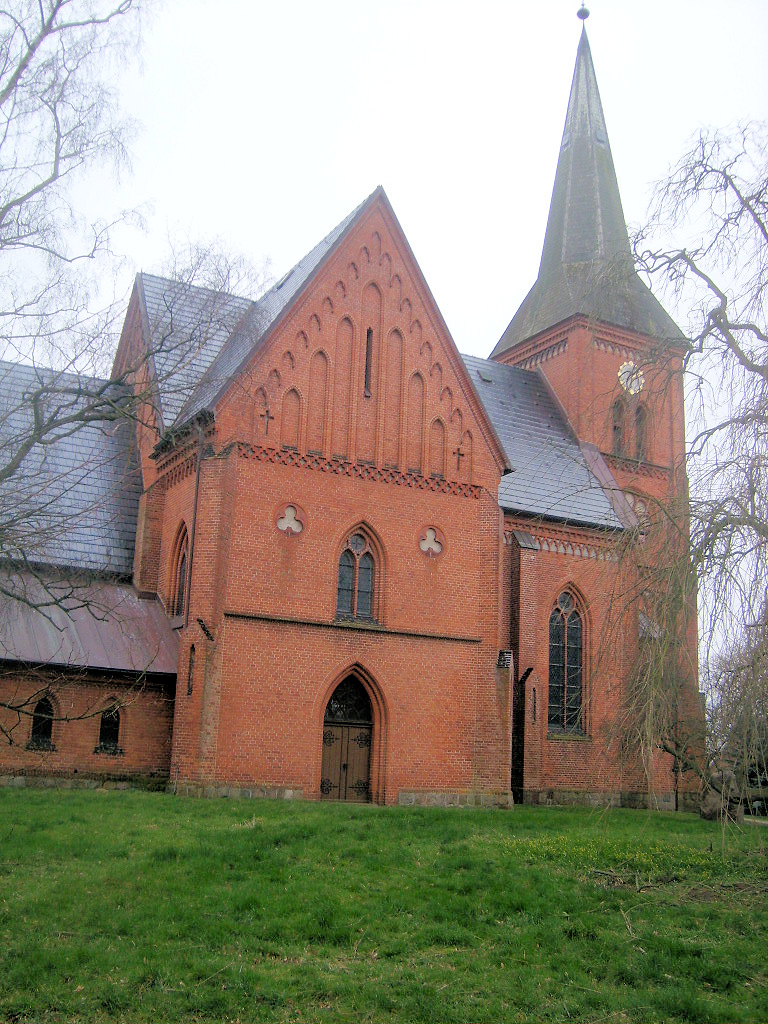
Dorfkirche Carlow

Carlow wird in der auf das Jahr 1158 datierten Dotierungsurkunde Heinrich des Löwen für das Bistum Ratzeburg als Karlowe erstmals urkundlich erwähnt. Die Gegend war jedoch schon in der jüngeren Steinzeit besiedelt. Die Benennung als Ort des Karl wird den germanischen Langobarden zugeschrieben, die bis etwa 550 n. Chr. gen Süden zogen. Nachfolgend siedelten hier Slawen. Unter Heinrich von Badewide wurden um 1150 deutsche Kolonisten, unter anderem aus Westfalen, Holstein, Holland und Franken, angesiedelt.
Ein Ritter namens Gottschalk, der sich in der Folge Gottschalk von Karlowe nannte, wurde mit Karlowe belehnt und errichtete nahe der slawischen Siedlung eine Wehrburg.
Die Kirche in Carlow wird bereits 1230 im Ratzeburger Zehntregister erwähnt, welches die damals zum Bistum Ratzeburg gehörenden Ortschaften geordnet nach Kirchspielen auflistet. Die Kirche aus dem 13. Jahrhundert wurde im 19. Jahrhundert durch einen neugotischen Turm und ein neugotisches Kirchenschiff als Neubauten in Backstein ersetzt. Nur der rechteckige Chor des 13. Jahrhunderts blieb als Granitquaderbau mit jeweils drei hohen schmalen Fenstern an jeder Außenseite erhalten. Carlow gehörte zum Fürstentum Ratzeburg (bis zur Wiedervereinigung von Mecklenburg-Strelitz mit Mecklenburg-Schwerin 1934).
Am 1. Juli 1950 wurden die bisher eigenständigen Gemeinden Klocksdorf und Samkow eingemeindet

## Politik

### Gemeindevertretung
Die Wahl vom 25. Mai 2014 hatte folgendes Ergebnis:
- Allgemeine freie Wählergemeinschaft: 6 Sitze
- CDU: 3 Sitze
- Einzelbewerber: 2 Sitze

### Wappen
| Wappen von Carlow | Blasonierung: „In Blau ein rechter silberner Wellenflankenpfahl, begleitet von einem aufgerichteten silbern bewehrten goldenen Bären mit silbernem Halsring und durchgezogener silberner Schlinge.“ |
| Wappen von Carlow | Wappenbegründung: In dem Wappen soll der Wellenflankenpfahl sowohl das von der Maurine geprägte Landschaftsbild als auch die Zugehörigkeit von Teilen der Gemeindeflur zum Biosphärenreservat Schaalsee symbolisieren. Mit dem aus den Siegeln der im 16. Jh. erloschenen Familie von Karlow entlehnten Bären soll an die enge Verbindung dieser Familie mit der mittelalterlichen Geschichte Carlows erinnert werden. Das Wappen wurde von dem Braunichswalder Alexander Jacob gestaltet. Es wurde am 24. Januar 2007 durch das Ministerium des Innern genehmigt und unter der Nr. 307 der Wappenrolle des Landes Mecklenburg-Vorpommern registriert. |

### Flagge
Die Flagge wurde von dem Carlower Eberhard Krenzin gestaltet und am 17. August 2007 durch das Ministerium des Innern genehmigt.
Die Flagge besteht aus gelbem Tuch und ist am Liek oben sowie am Flugsaum unten jeweils mit einem blauen Schrägeck belegt, das die Hälfte der Höhe und die Hälfte der Länge des Flaggentuchs einnimmt. In der Mitte des Flaggentuchs liegt das Gemeindewappen, das die Hälfte der Höhe des Flaggentuchs einnimmt. Die Höhe des Flaggentuchs verhält sich zur Länge wie 3:5.

### Dienstsiegel
Das Dienstsiegel zeigt das Gemeindewappen mit der Umschrift „GEMEINDE CARLOW • LANDKREIS NORDWESTMECKLENBURG“.

## Sehenswürdigkeiten

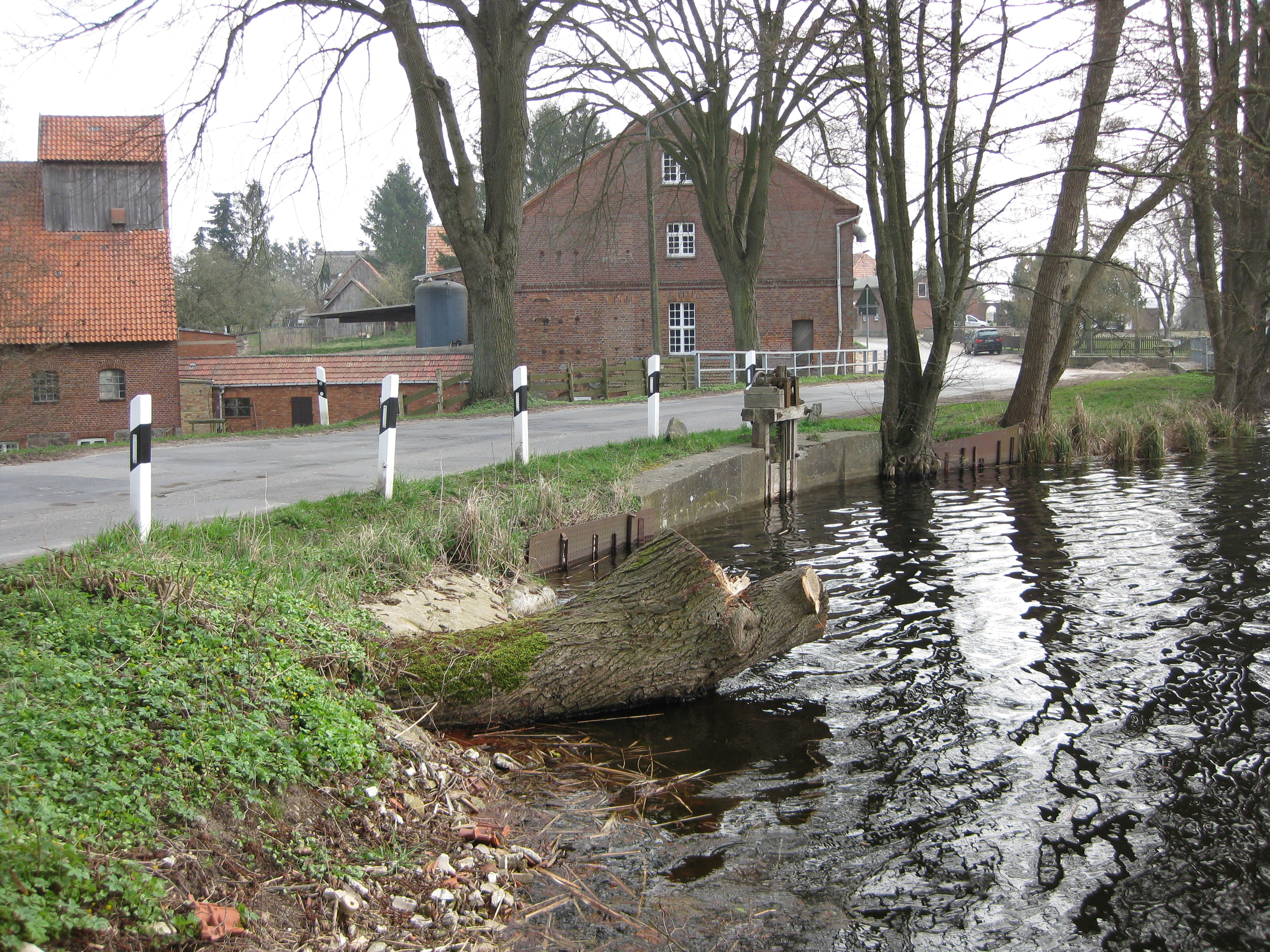
Stovermühle

Stovermühle, letzte gewerblich betriebene Wassermühle Mecklenburg-Vorpommerns im Ortsteil Stove. Die Mühle wurde erstmals 1377 erwähnt, sie könnte aber noch älter sein. Betreiber ist ein Mischfutterwerk.

## Wirtschaft und Infrastruktur
Die Landwirtschaft bestimmt weite Teile des Gebietes um Carlow. Die am Biosphärenreservat Schaalsee gelegene Gemeinde setzt zunehmend auf den Tourismus in der weitgehend intakten Naturlandschaft mit zahlreichen Seen, Wiesen und Wäldern.

## Verkehr
In Carlow kreuzen sich die Verbindungsstraßen von Rehna nach Lübeck und von Schönberg nach Zarrentin am Schaalsee. Der Anschluss an die Bundesautobahn 20 liegt in 9 km Entfernung; der Nachbarort Dechow liegt an der Bundesstraße 208 von Ratzeburg nach Gadebusch. Der nächste Bahnhof befindet sich in Rehna.

## Persönlichkeiten
- Friedrich Ernst Ditmar (1753–1819), Dichterjurist, in Stove geboren
- Wilhelm Törper (1876–nach 1933), Politiker (SPD), in Carlow geboren
- Richard Peters (1889–1977),  Lehrer und Politiker (SPD, KPD), in Klocksdorf geboren
- Willi Breest (1891–1952), Maler und Hochschullehrer, in Kuhlrade geboren
- Dirk Alvermann (1937–2013), Fotograf und Schriftsteller, lebte in Neschow
- Doris Runge (* 1943), Schriftstellerin, in Carlow geboren